# 19822 Фонцілонка
19822 Фонцілонка (19822 Vonzielonka) — астероїд головного поясу, відкритий 23 вересня 2000 року.
Тіссеранів параметр щодо Юпітера — 3,571.